# Callonychium aricense
Callonychium aricense är en biart som beskrevs av Toro och Herrera 1980. Callonychium aricense ingår i släktet Callonychium och familjen grävbin. Inga underarter finns listade.